# Crystle Lightning
Crystle Lightning (Edmonton, 5 febbraio 1981) è un'attrice canadese naturalizzata statunitense.

## Biografia
Nata ad Edmonton, nella provincia canadese di Alberta, in una famiglia d'etnia cree, possiede la doppia cittadinanza canadese e statunitense. Ha praticato equitazione, scultura, pianoforte, canto, e danza. È famosa soprattutto per le sue recitazioni in ambito televisivo e per aver interpretato una parte nella saga di American Pie.

## Filmografia

### Cinema
- Tre piccole pesti (3 Ninjas: Knuckle Up), regia di Shin Sang-ok (1995)
- American Pie Presents: Band Camp, regia di Steve Rash (2005)
- Tamales and Gumbo, regia di K.C. Amos e Dale Stelly (2015)

### Televisione
- Il tocco di un angelo (Touched by an Angel) – serie TV, episodio 7x11 (2001)
- The Game – serie TV, episodio 1x07 (2006)
- Il tempo della nostra vita (Days of Our Lives) – serial TV, puntata 10981 (2008)
- Femme Fatales: Sesso e crimini (Femme Fatales) – serie TV, episodio 2x11 (2012)
- Southland – serie TV, episodio 5x08 (2013)
- Yellowstone – serie TV, episodio 1x01 (2018)
- Outlander – serie TV, episodio 4x04 (2018)
- Trickster – serie TV, 6 episodi (2020)
- Hudson & Rex – serie TV, episodio 3x11 (2021)
- The Good Doctor – serie TV, episodio 5x06 (2021)
- Diggstown – serie TV, 8 episodi (2021-2022)
- Ghosts – serie TV, 3 episodi (2021-2023)
- Rutherford Falls - Amici per la vita (Rutherford Falls) – serie TV, episodio 2x06 (2022)
- Lawmen - La storia di Bass Reeves (Lawmen: Bass Reeves), regia di Christina Alexandra Voros e Damian Marcano – miniserie TV, puntata 2 (2023)

## Doppiatrici italiane
- Domitilla D'Amico in Tre piccole pesti
- Laura Latini in American Pie Presents: Band Camp